# Vaste lupine
De vaste lupine (Lupinus polyphyllus) is een vaste plant die behoort tot de vlinderbloemenfamilie (Leguminosae of Fabaceae). De plant komt van nature voor aan de westkust van Noord-Amerika, van Brits Columbia tot Californië. In op de oceaan gerichte bergweiden tot 2900 meter hoogte. Door toedoen van de mens is de soort over grote delen van Noord-Amerika verspreid. De vaste lupine werd in 1826 in Engeland ingevoerd en werd door veredeling in de gematigde streken een wijdverspreide tuinplant met een neiging voor verwildering en is de meest voorkomende lupinesoort in Midden-Europa geworden. Tegenwoordig komen veel verschillende bloemkleuren voor. Naast siertuinen komt de vaste lupine als exoot ook voor op vrij droge grond in straatbossages, ruige bermen, langs spoorwegen, bosranden en open bosplekken.
De plant wordt 60 - 150 cm hoog, die rizomen vormt voor opslag van reservestof voor de overwintering. De afwisselend staande bladeren zijn handvormig samengesteld en hebben negen tot zeventien spits-lancetvormige, 7-15 cm lange en 1-3 cm brede blaadjes. De steunblaadjes zijn met de bladsteel vergroeid.
De plant bloeit van eind mei tot begin augustus met tweeslachtige, zygomorfe bloemen, die met 50 - 80 bloemen in kransen op een 50 cm lange trosvormige bloeiwijze staan. De wilde vorm heeft blauwe, soms witte bloemen. De vlag is iets korter dan de zwaarden. De lippen van de kelk zijn ongetand. Er zijn twee kransen met elk vijf meeldraden aanwezig. De bestuiving gebeurt onder andere door hommels.
De vrucht is een aanliggend ijl behaarde, afgeplatte, gekromde, 2,5-6 cm lange peul met vier tot twaalf zaden. De ronde zaden zijn grijs met donkere vlekken en 3-5 mm lang.

## Gebruik
De vaste lupine wordt als groenbemester en voor veevoer gebruikt. Vaste lupine kan met hulp van symbiontische bacteriën (Rhizobium) stikstof uit de lucht binden in stikstofwortelknolletjes. Na onderwerking wordt het stikstofgehalte van de grond verhoogd. Lupinen wortelen bovendien erg diep, waardoor de ondergrond makkelijker toegankelijk wordt voor een volggewas.

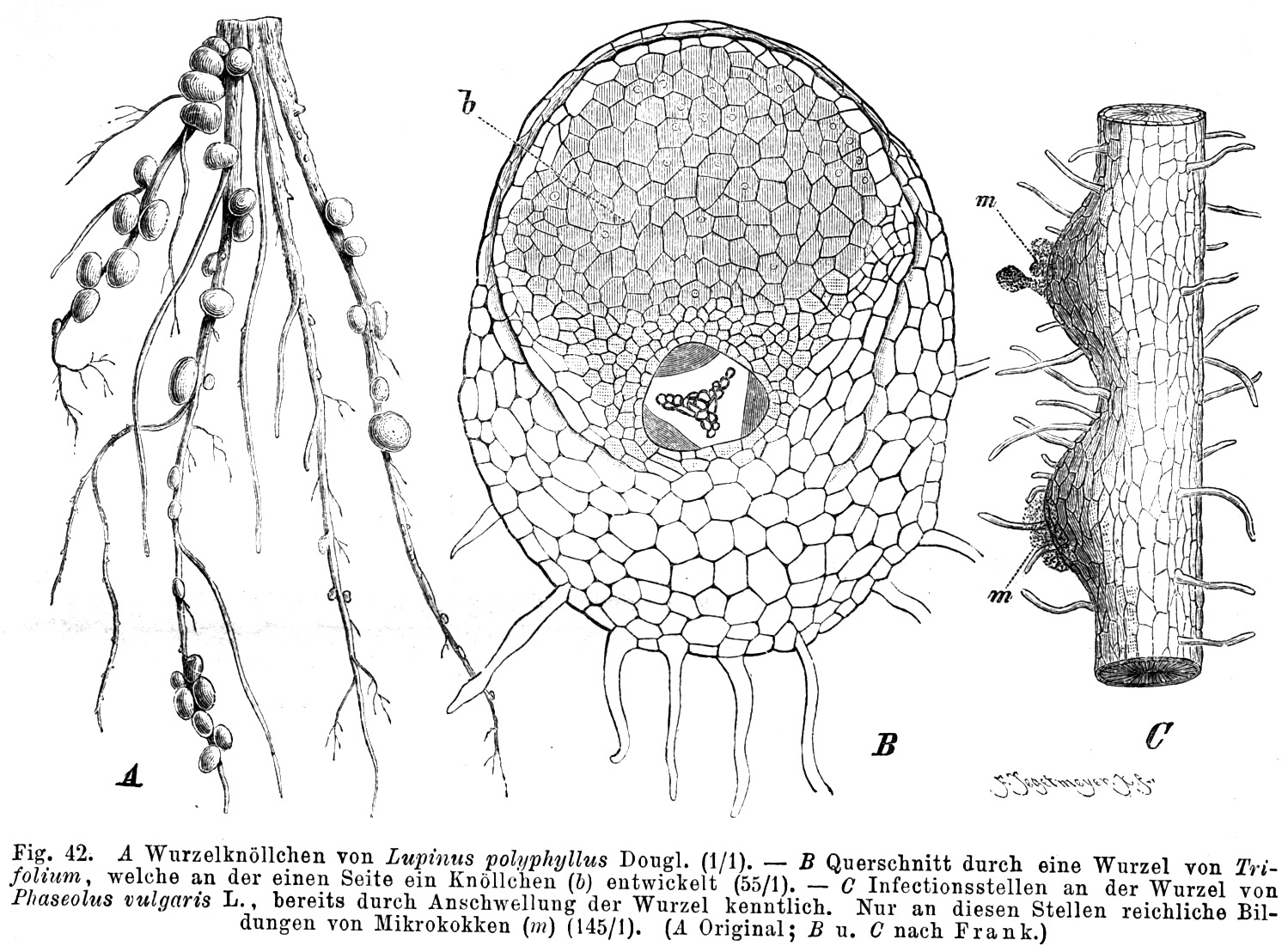
Wortelknolletjes. A van vaste lupine

## Toxicologie
Lupinen zijn giftig door het chinolizidine-alkaloïde (lupinan, hydroxilupinan), vooral de zaden.

## Namen in andere talen
- Duits: Vielblättrige Lupine
- Engels: Garden lupin, Large-Leaf Lupine
- Frans: Lupin

## Fotogalerij

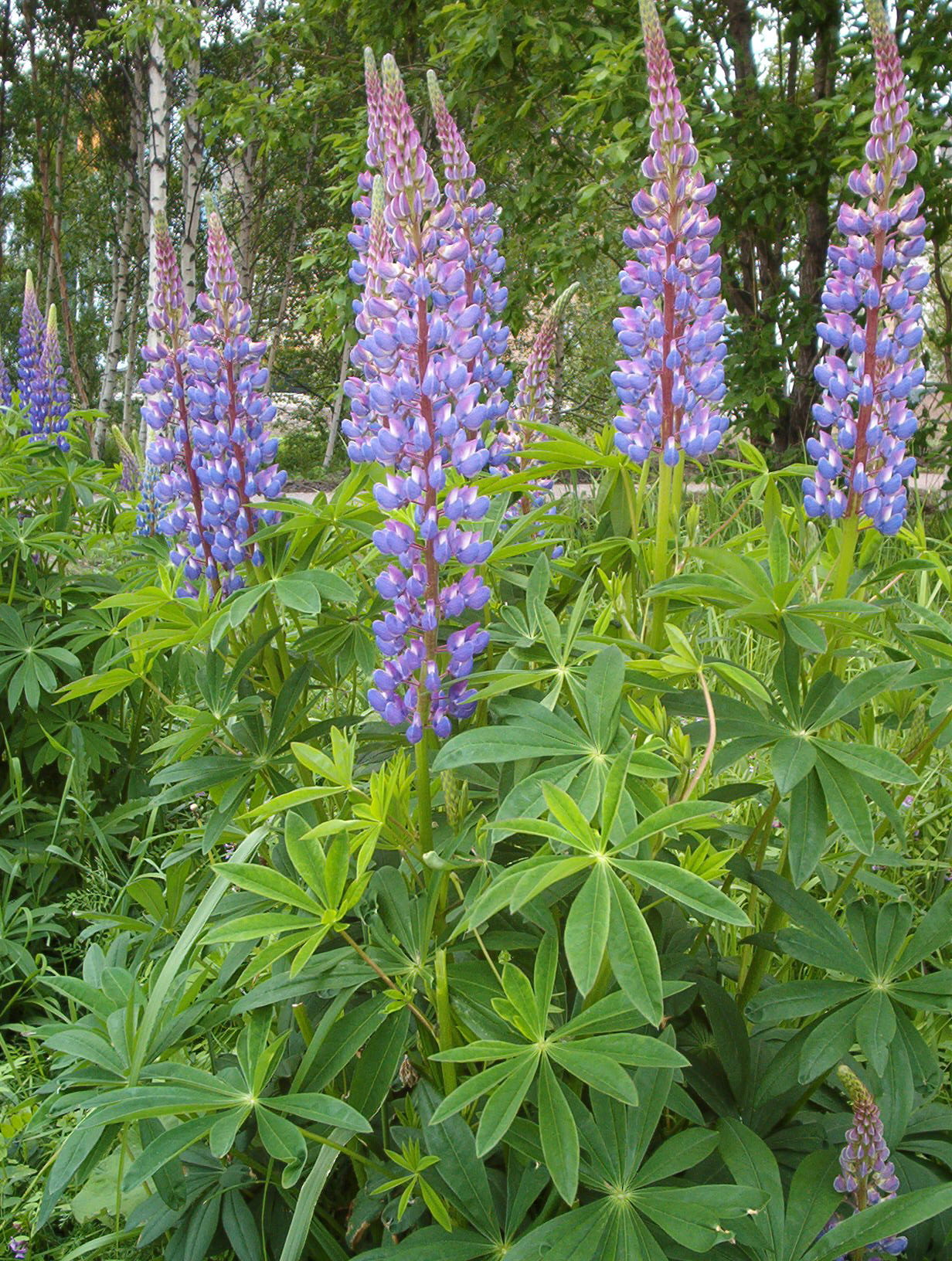
Wilde vorm
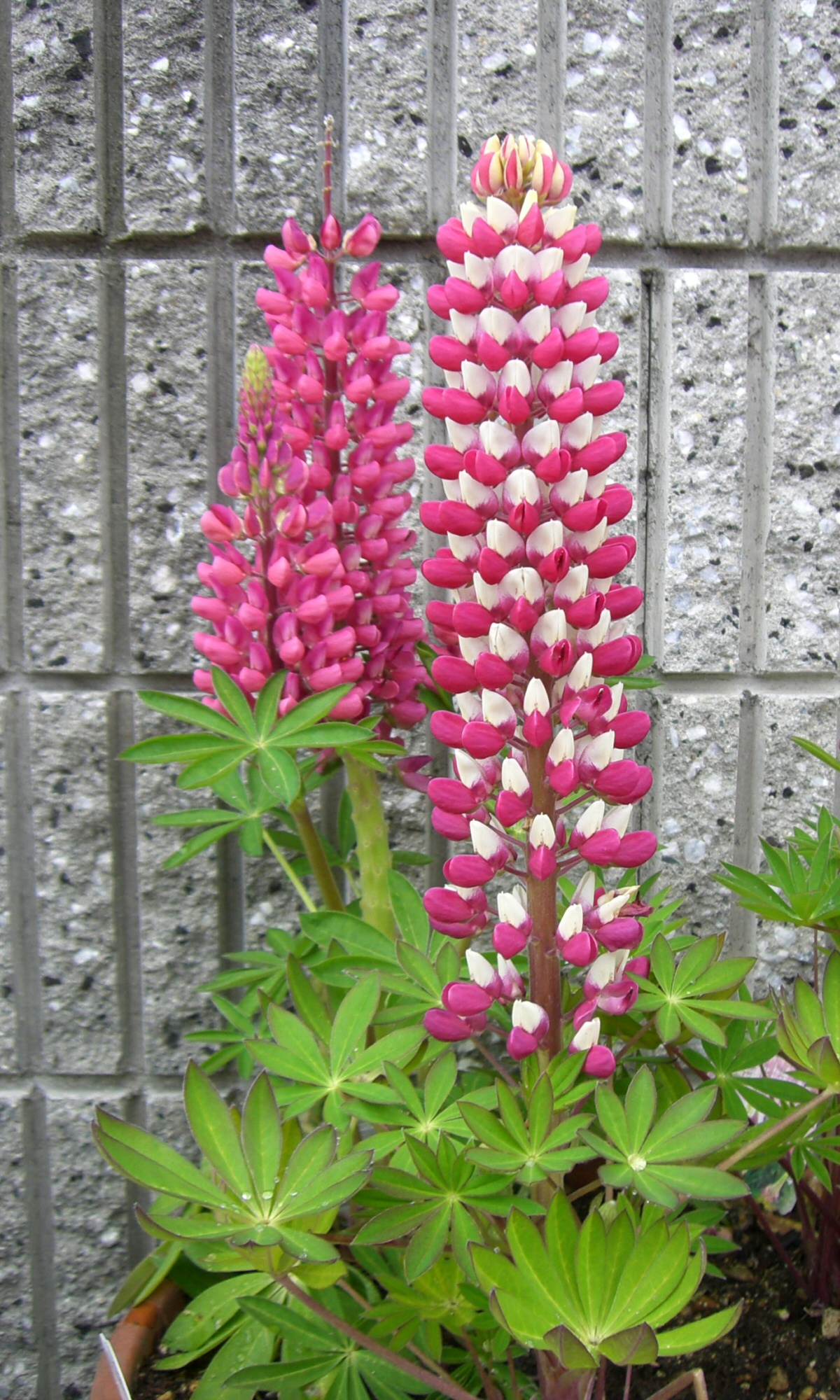
Roze bloemen en roze bloemen met witte vlag
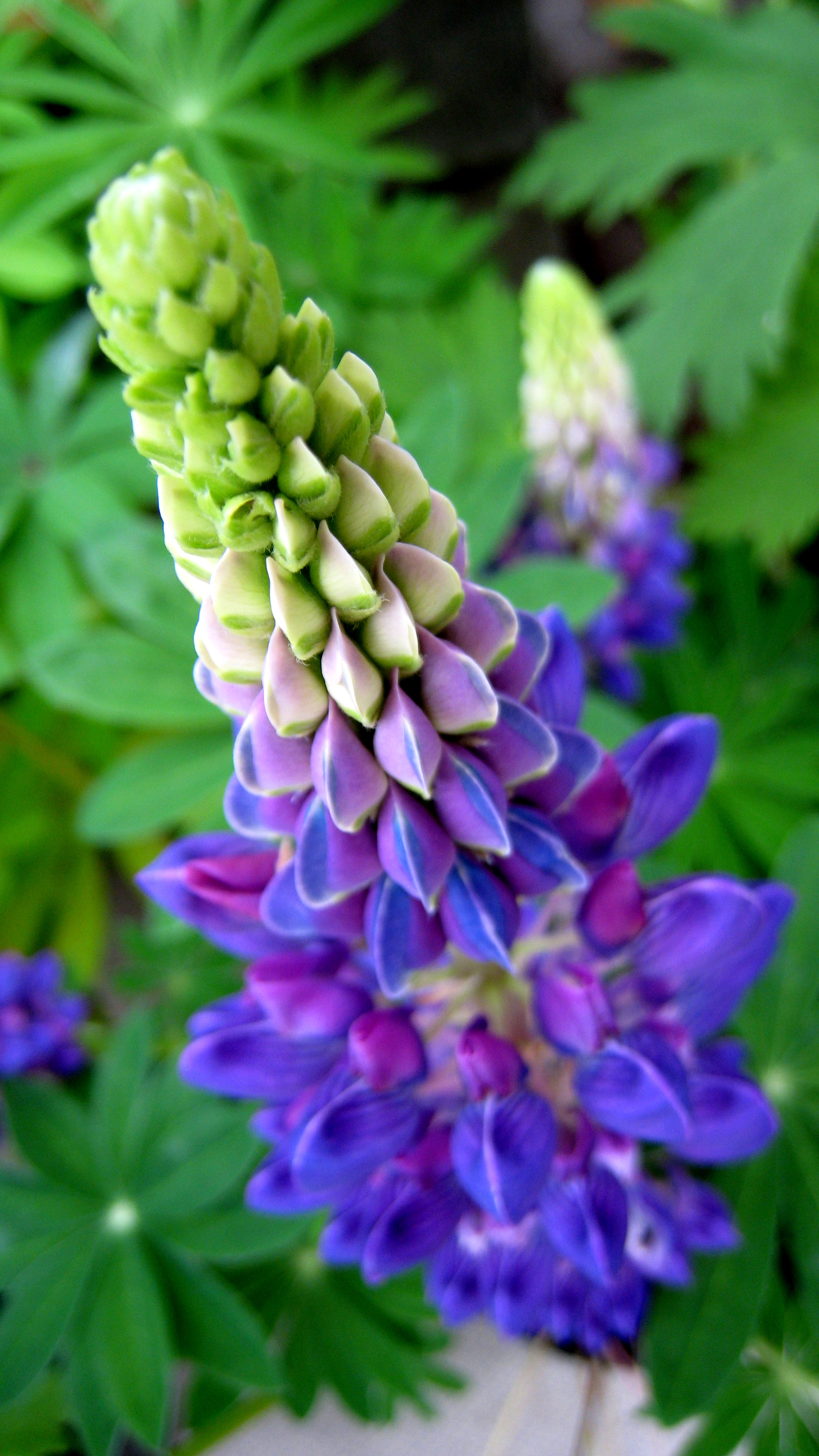
Jonge plant
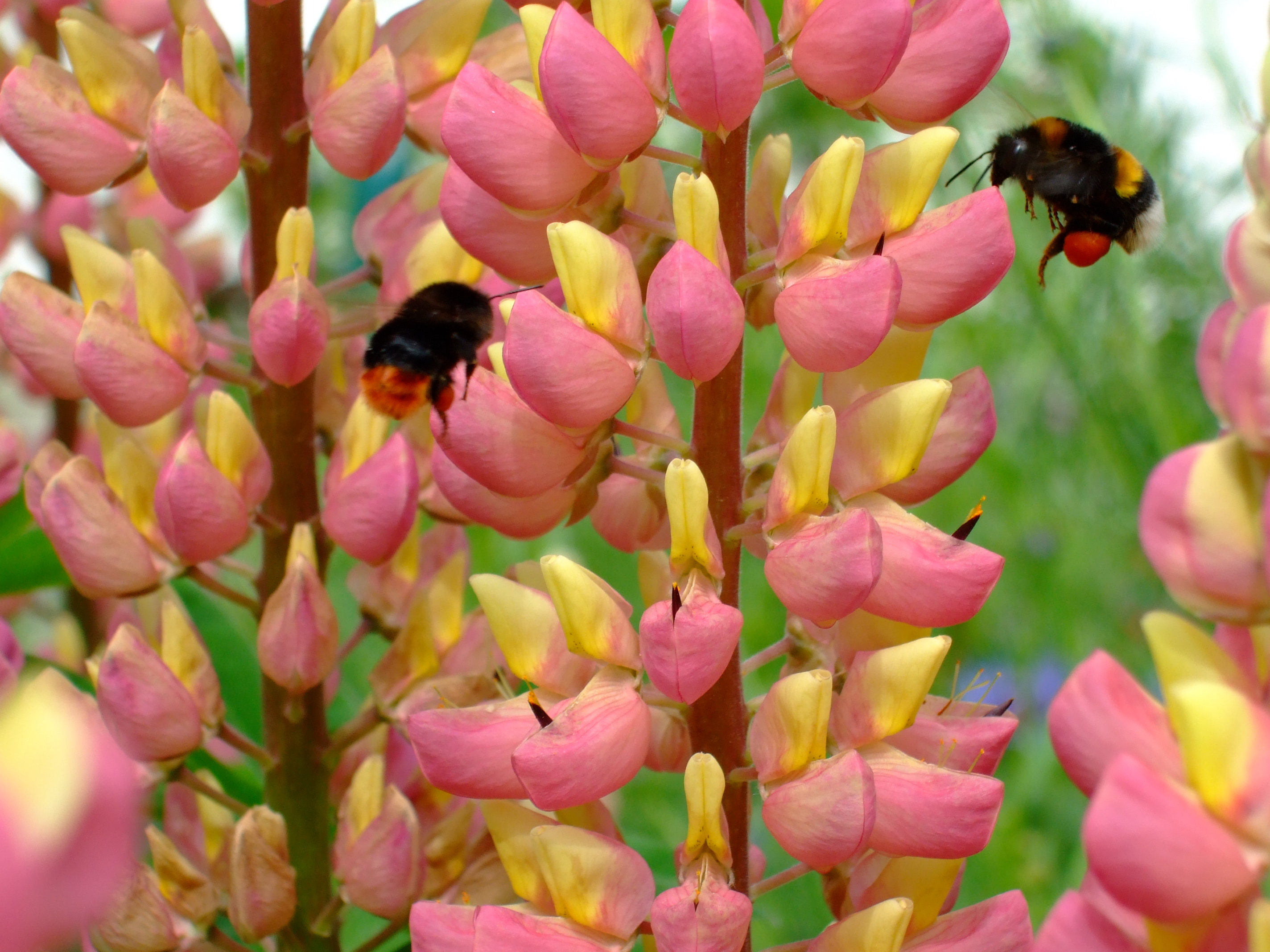
Lupine met hommels
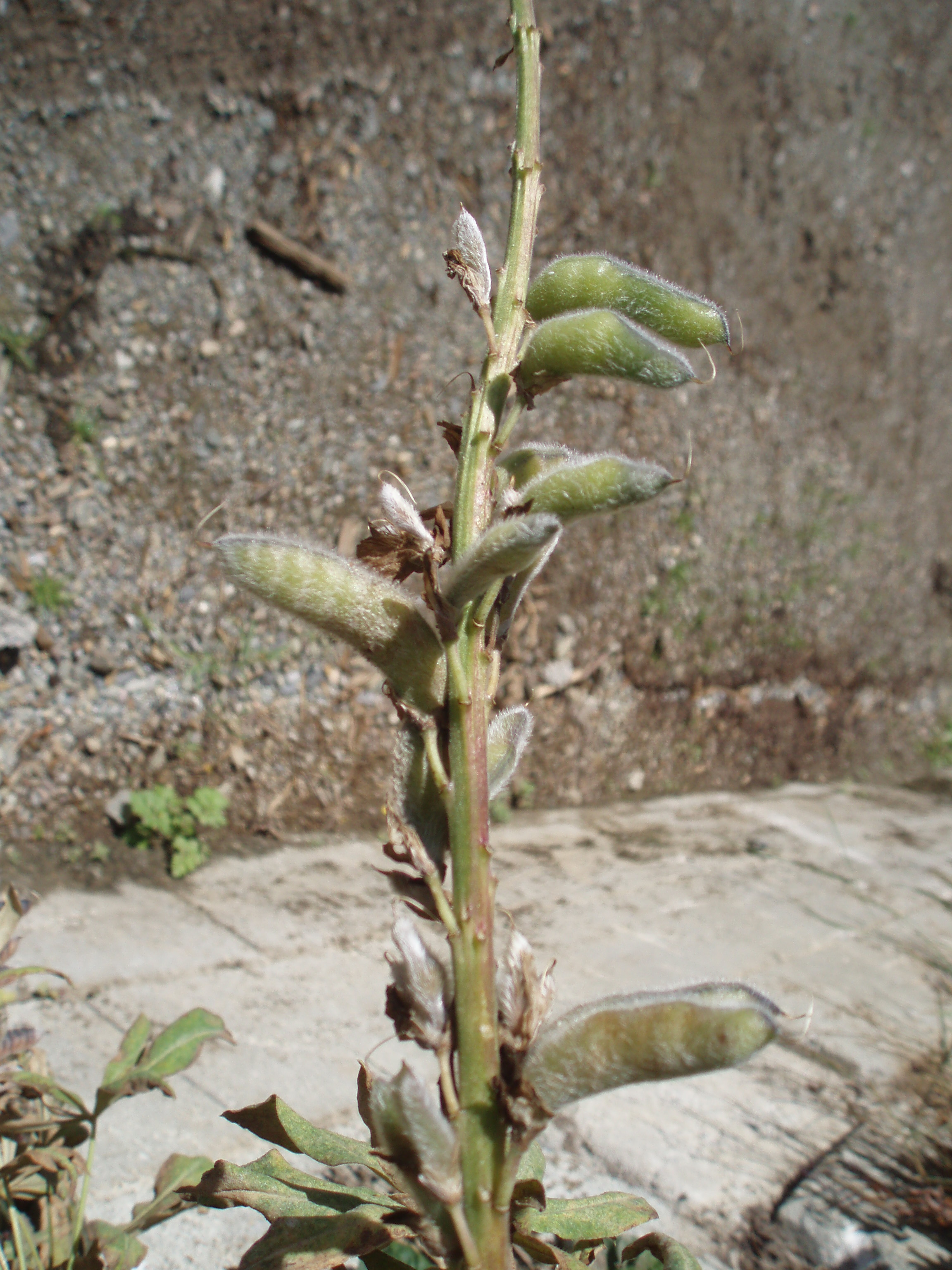
Peulen
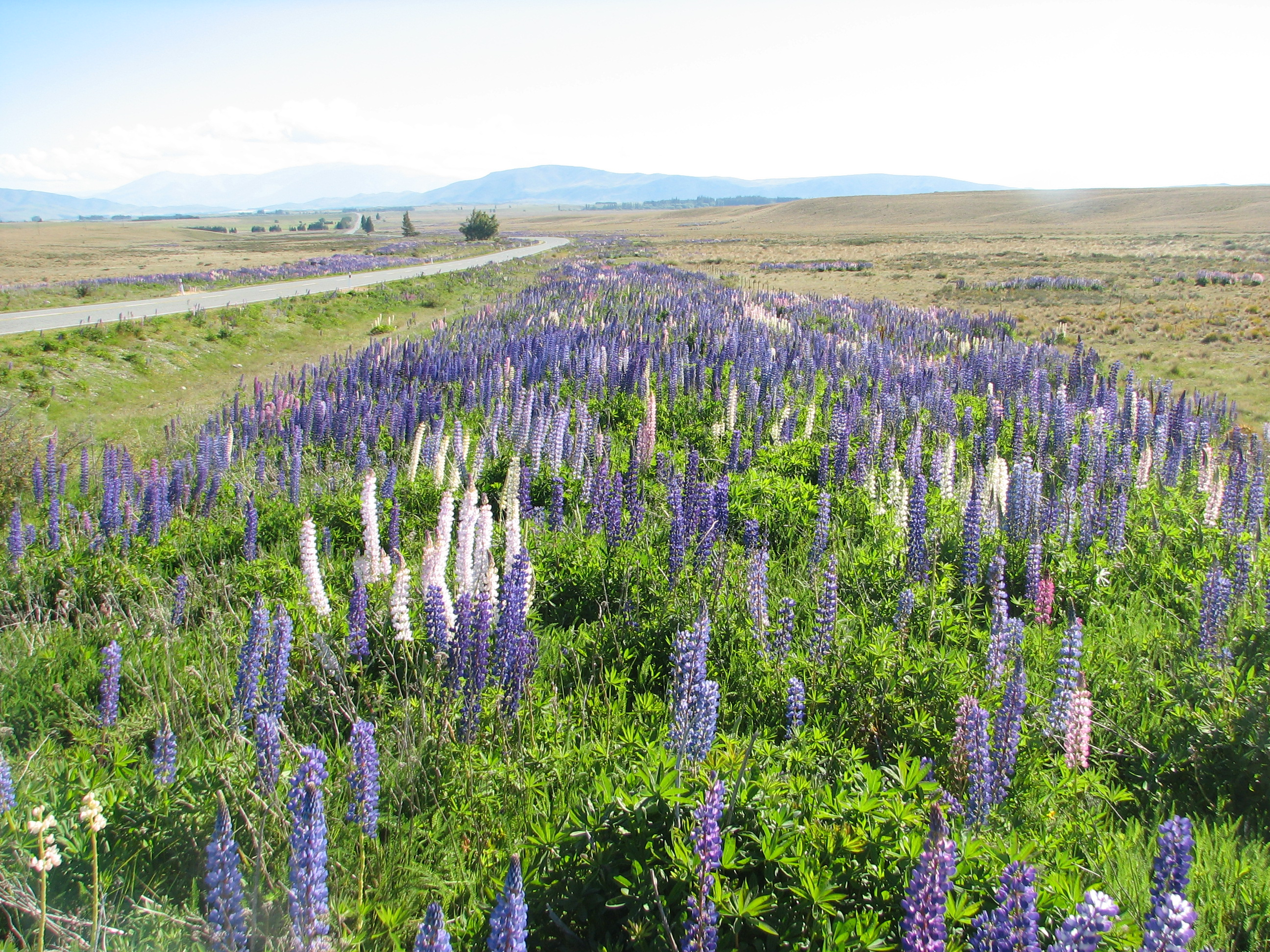
Russell lupinen langs een weg in het Nieuw-Zeelandse district Canterbury
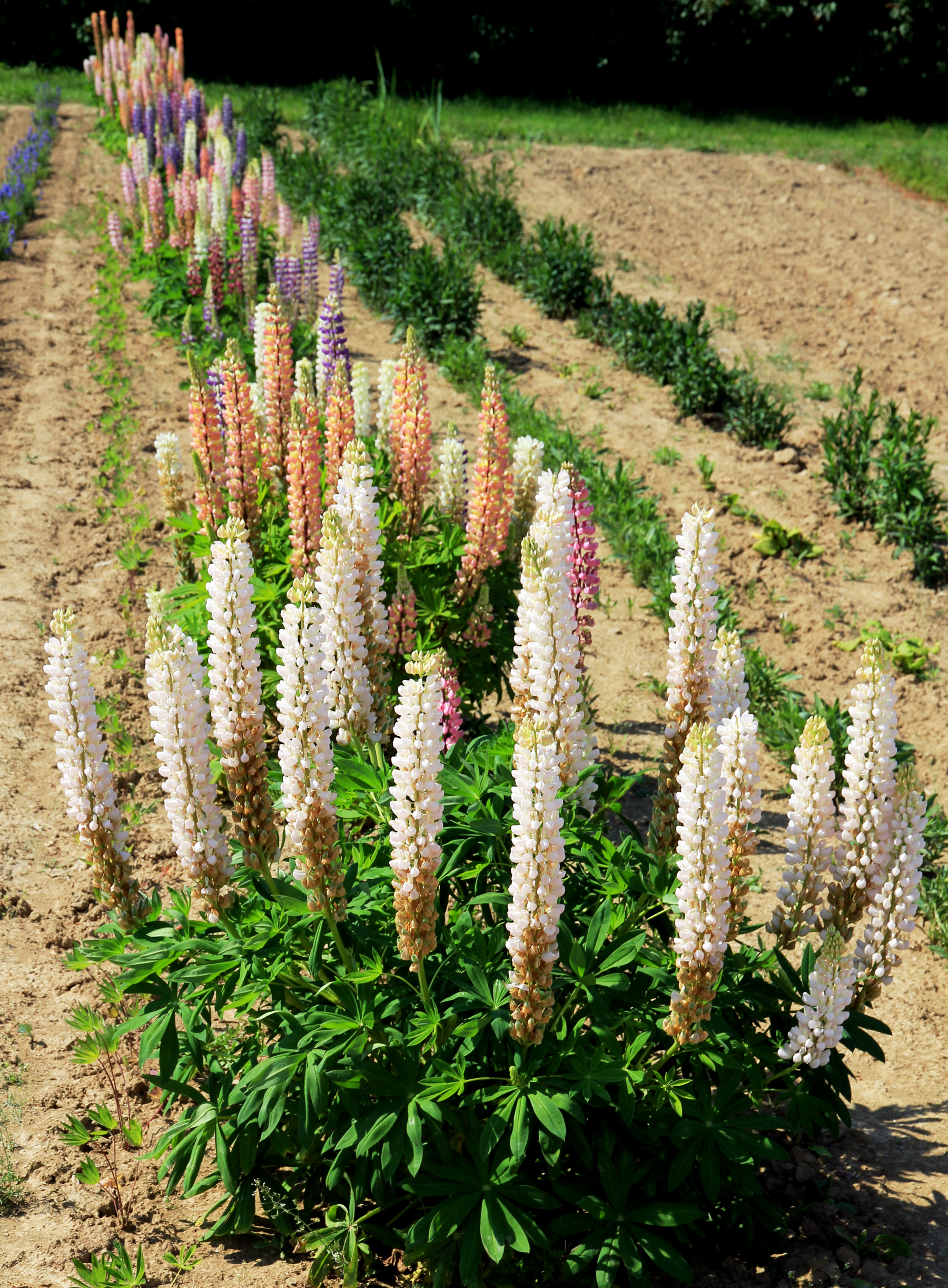
Verbouwd in Tsjechië
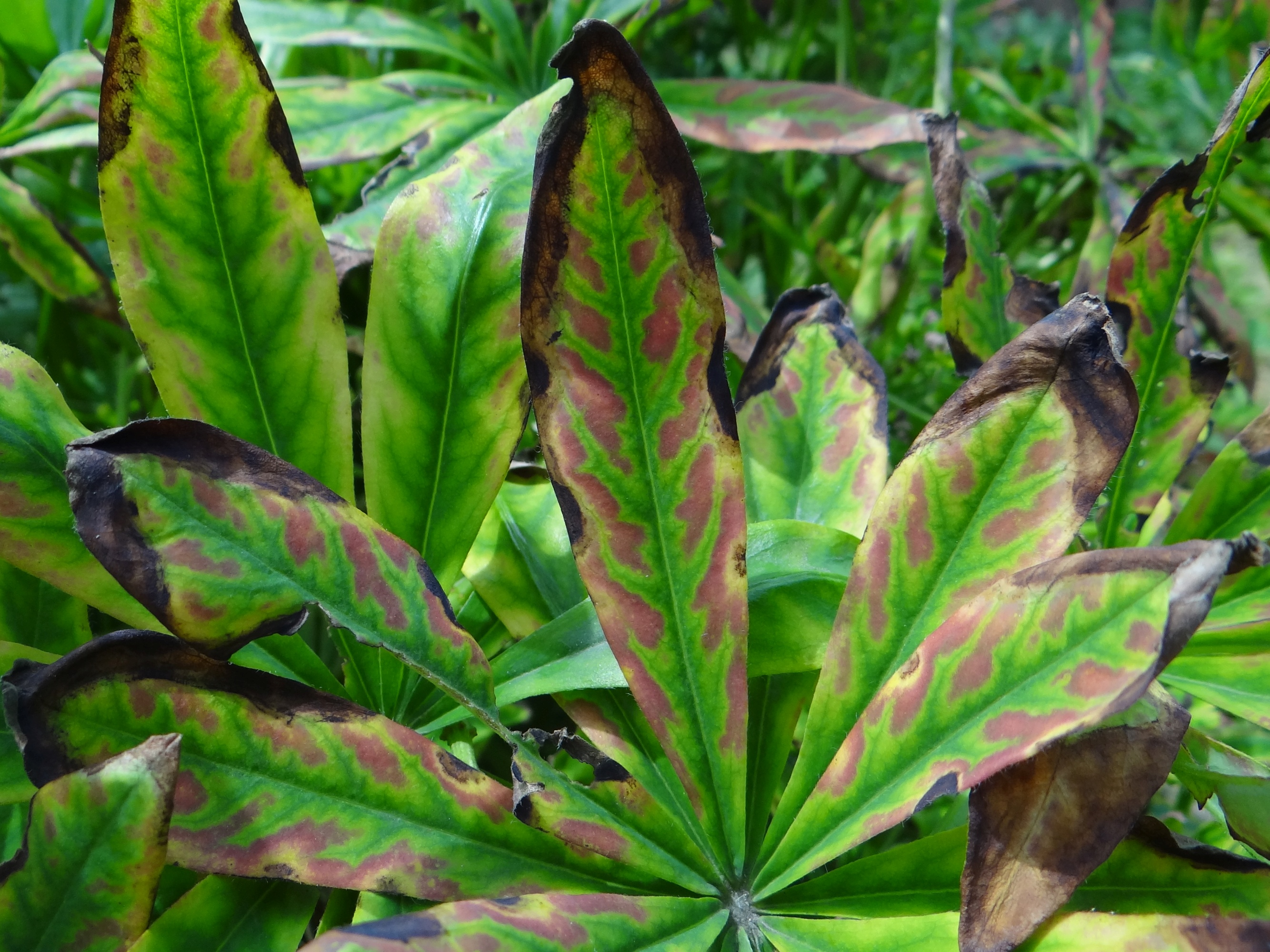
Pleiochaeta setosa bladvlekkenziekte

... · 
L. angustifolius (Blauwe lupine) · 
L. luteus (Gele lupine) · 
L. polyphyllus (Vaste lupine) · 
...